# La Défense sociale et religieuse
La Défense sociale et religieuse est un journal catholique français, fondé en mai 1876 sous le patronage de Mgr Dupanloup et disparu en 1887.
La Défense combat l'anticléricalisme des élites républicaines de la Troisième République naissante. Toutefois, le journal adopte la mesure de son fondateur Mgr Dupanloup et se classe donc dans la presse catholique modérée. 

## Historique

### Genèse
Après les élections législatives de 1876 et la défaite de l'Ordre moral, le cabinet Jules Simon arrive aux affaires avec un programme de réduction de l'influence de l'Église catholique. Les projets anticléricaux du gouvernement étant devenus palpables, l'évêque d'Orléans reprend son idée de fonder un journal : le premier numéro paraît le 16 mai 1876, deux semaines après la visite de Patrice de Mac Mahon dans la cathédrale d'Orléans pendant laquelle Mgr Dupanloup avait prononcé l'adresse suivante : « Que Dieu vous donne ces illuminations supérieures qui, à l'heure du péril, font qu'un homme se rencontre de la forte race de ceux par lesquels il plaît à Dieu, comme dit l'Ecriture, de sauver son peuple ». L'archevêque de Tours et les évêques de Perpignan, Saint-Flour, La Rochelle, Meaux, Pamiers, Nîmes, Valence, Clermont, Nancy, Verdun, Saint-Brieuc et Autun soutiennent financièrement le lancement du quotidien. 
La Défense est dirigée dans un premier temps par François Bouvier d'Yvoire, puis à partir de 1879 par Joseph Denais. Ce dernier avait d'ailleurs participé à la création du journal en mai 1876 et y écrivait sous le pseudonyme de « J. Hairdet ». Jules Auffray est rédacteur en chef du journal de 1887 à 1888. 
Dans les mois suivants, Mgr Dupanloup publie une série de textes issus de sa retraite de 1871 dans son domaine de La Combe, après son élection à l'Assemblée nationale ; ces Etudes sur les plaies sociales, initialement destinées à former un livre plus important, contiennent une étude sociologique des conditions de la défaite de la guerre franco-prussienne et lie les progrès de l'irreligion à la « démoralisation de la nation ». S'inquiétant des progrès de la criminalité et de la multiplication des cabarets, il pointe la dégradation morale des couches populaires dont les coupables sont les hommes politiques et les auteurs littéraires qui se sont attaqués à l'ordre social. Selon lui, le Second Empire finissant a également sa part de responsabilité car il a troqué le soutien des catholiques contre celui de la gauche qui a vu dans « le cabaretier [...] une puissance électorale » : le symbole de sa décadence étant le palais Garnier qui combine luxe tapageur et ornementation païenne. Dans l'édition du 27 août 1876, il accuse l'impiété des milieux dirigeants du régime impérial d'avoir mené à la Commune de Paris :

« Toutes les haines, toutes les révoltes, toutes les colères furent [...] attisées sans les imaginations populaires et y fermentèrent sourdement jusqu'au jour où une catastrophe politique ayant éclaté, l'abîme de la révolution sociale se montra à la génération épouvantée qui avait applaudi follement à tout ce travail démoralisateur sans en apercevoir les conséquences, de même que cette noblesse aveuglée du XVIIIe siècle avait ri des plaisanteries de Figaro sans songer au drame lugubre et sanglant dont elle devait être la première victime. »

Opposé à la nouvelle majorité républicaine, La Défense en appelle au président Patrice de Mac Mahon pour s'y opposer, ce qui conduira ultérieurement à la crise du 16 mai 1877.
L'antagonisme grandissant entre les catholiques et les divers gouvernements issus de la Gauche républicaine va contribuer à radicaliser les débats au profit de journaux catholiques plus intransigeants, comme L'Univers, ce qui entraîne en 1887 la disparition de La Défense sociale et religieuse.